# 蒙古—俄羅斯關係

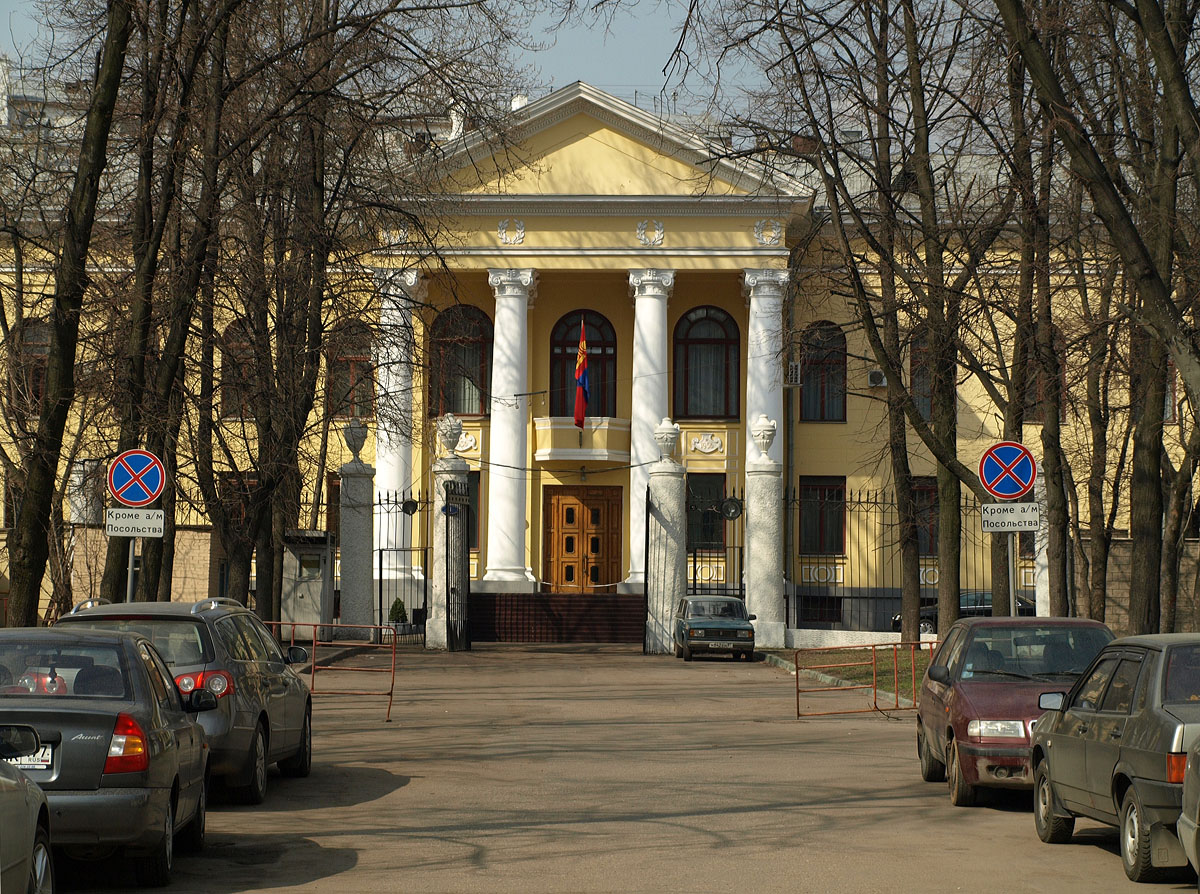
蒙古驻俄使馆

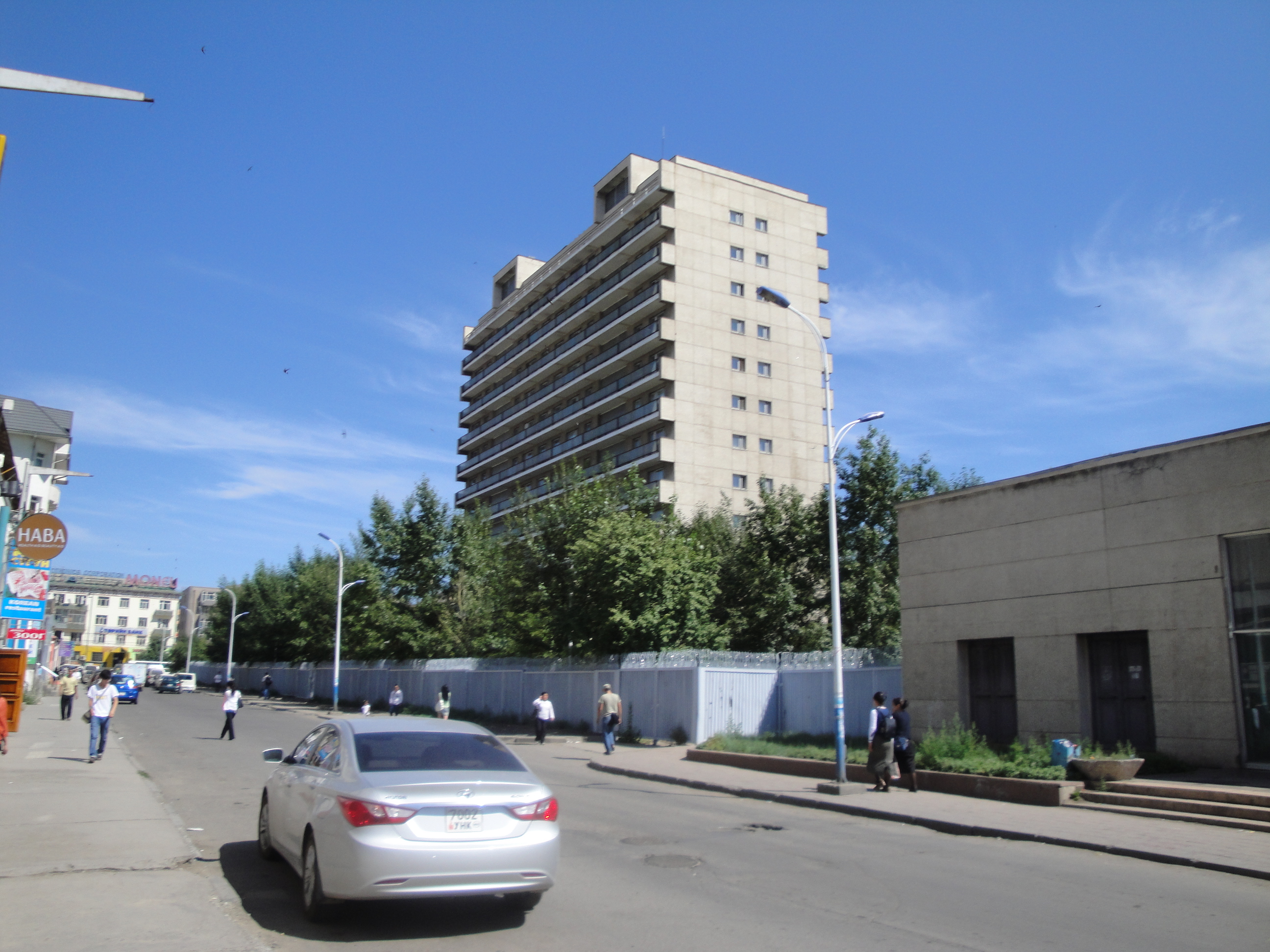
俄罗斯驻蒙古使馆

蒙俄关系（羅馬化：Rossiisko-mongolskieotnosheniya）是指蒙古國和俄羅斯的外交關係。蒙古在前蘇聯支持下獨立後便一直是盟友，在苏联解体后也依然保持良好关系。
俄罗斯在乌兰巴托设大使馆，在达尔汗、额尔登特设有总领事馆。蒙古国在莫斯科设大使馆，在伊尔库茨克、克孜勒、乌兰乌德设有总领事馆，在叶卡捷琳堡设有领事馆。
根据2017年的民意调查，90％的蒙古人对俄罗斯持正面态度（38％选择“非常喜欢”，52％选择“比较喜欢”），8％持负面看法（2％选择“非常不喜欢”，6％选择“比较不喜欢”）。

## 歷史

### 早期交往
13世紀時俄羅斯是蒙古帝國一部分，在16世紀時俄羅斯向東擴張，開始與衛拉特部與和托輝特部的阿拉坦汗王朝交往。
1911年，蒙古恢复独立后，俄罗斯帝国并未立即承认其独立，但在1912年与蒙古政府签署《俄蒙协约》，該協定承诺保护其“自治”地位，并要求俄國提供军事和财政援助給外蒙古。
1915年，《中俄蒙协约》签署，一致认定外蒙古的自治地位。直到俄国内战后势力撤离蒙古。

### 苏维埃时代

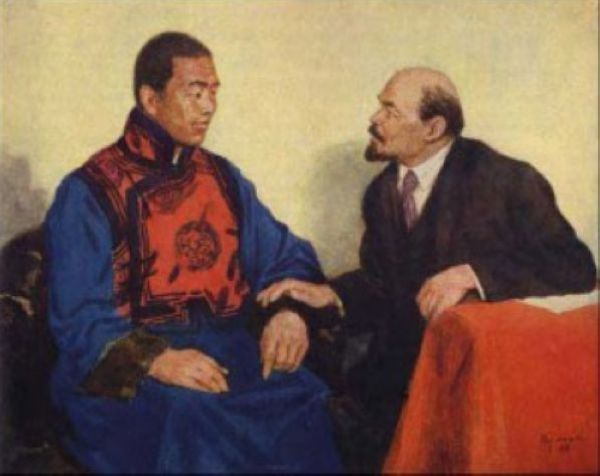
苏赫巴托與蘇聯最高領導人列寧交換革命意見

1921年2月3日，恩琴率领的白军驱散北洋政府驻军占领外蒙古。1921年5月-8月，苏俄工农红军出兵外蒙古消灭了白军。1921年7月8日，由鲍道领导的临时政府自恰克图迁入库伦，宣告政权转到了“人民政府”手中，只在君主立宪制的范围内形式上保留了博克多汗的地位。蘇赫巴托成為軍事部長，博克多汗的權力有限，成為象徵性的元首。11月5日《俄蒙修好条约》在莫斯科签字，两国之间互派大使。1924年11月26日，博克多汗去世后不久，蒙古人民党宣布废除君主立宪制，成立蒙古人民共和国，首都库伦更名为乌兰巴托。苏联（含苏俄）历史上3次驻军外蒙古。
1936年3月12日蘇聯和蒙古兩國签订《苏蒙互助协定书》，共有两条：“蒙古或苏联领土的领土一旦受到第三国进攻的威胁时，苏联政府和蒙古政府约定立即就此情势进行协商，并采取为他们领土的保卫和安全所必要的一切措施。”“如果缔约国一方遭受军事攻击时，他们应互相给予各方面的援助，包括军事援助在内。”此後蘇蒙軍分別在與日本傀儡滿洲國的邊境衝突和哈拉哈河戰役中擊退日軍。蒙古人民還在衛國戰爭時向蘇聯提供了大量物資。第二次世界大战苏联战胜德国后，开始加紧准备对日战争。外贝加尔方面军的主力部队进驻蒙古人民共和国，并与蒙古人民军组成“苏蒙联军”，1945年8月8日战争开始后越过中蒙邊界突向承德与张北。
1958年苏联和蒙古开始起草边界协约并组织两国共同标界。1958年3月26日两国签订了《苏维埃社会主义共和国联盟与蒙古人民共和国关于苏蒙国家边界的条约》和《苏维埃社会主义共和国联盟与蒙古人民共和国关于苏维埃社会主义的条约》两份条约。1961年10月31日，蒙古在苏联的支持下加入联合国。蒙古为了实现在”四五”计划中提出的工业-农牧业国的口号，在同年的6月份加入了以苏联为主导东欧社会主义国家为主体的经济互助委员会。
1963年7月，苏蒙签订《关于苏联帮助蒙古加强南部边界的防务协定》。1966年1月15日勃列日涅夫在乌兰巴托签订《苏蒙友好合作互助条约》，同年2月25日生效，有效期20年。1986年1月，条约按规定又顺延10年。条约由序言和10条正文组成。主要内容是：双方重申将继续发展两国间的全面合作关系；双方将根据不断加强“社会主义大家庭”防御力量的任务在保障两国防御能力方面相互提供援助，并就一切重大国际问题进行协商，共同采取包括军事措施在内的一切必要措施，以保证两国的安全、独立和领土完整；双方将为“制止和消除帝国主义”在亚洲地区“进行侵略的任何威胁而共同行动”。条约第五条规定：“缔约双方将在保证对方的防御力量方面互相提供援助，缔约双方为保证两国的安全、独立和领土完整，可共同采取包括军事措施在内的一切必要措施。”

1966年勃列日涅夫访问蒙古

1967年夏天，苏军开始从欧洲大量调防远东军区与外贝加尔军区。1970年5月12日，苏军进驻蒙古人民共和国部队编为苏联第39集团军（历史上第三次组建），司令部由外贝加尔军区组建，设在乌兰巴托市东北的乌兰花，下辖3个摩托化步兵师、2个坦克师，超过5万人，1816辆坦克，2531辆装甲车，1461门火炮。苏联军队还在蒙古境内构筑军事基地，建造军事设施，积极进行战备。驻蒙空军部队编为航空兵第10集团军，有两个歼击轰炸航空兵师、三个直升机团和一个运输机团，飞机190架，直升机130架，以团为单位分别部署在新修的乌兰巴托、巴彦、乔依尔、乔巴山、赛音山达等大型机场，另有三个野战机场。驻蒙国土防空军部队编为防空第14集团军，有3个防空导弹旅，3个雷达团。近卫坦克第2师从列宁格勒军区调来。1974年，坦克第51师从北高加索军区调防布尔干。1987年1月11日，苏联宣布驻蒙苏军一个摩托化步兵师和几支独立部队开始撤出蒙古。1986年7月28日的时候苏联领导人戈尔巴乔夫在海参崴发表讲话，此次讲话涉及到了苏联从蒙古人民共和国撤军的问题。1987年5月正式开始从蒙古撤军。1989年2月4日，中苏签署协定降低边界驻军。1989年5月15日苏联领导人戈尔巴乔夫访华，与中国政府达成协议将在1990年完成从蒙古撤出5万驻军的75%。1989年5月开始大撤军。1990年3月，苏蒙政府达成协议，宣布于1992年底撤出全部驻蒙苏军。1990年和1991年分别执行了第二阶段和第三阶段撤军计划，到1992年9月15日撤出全部驻蒙部队。苏联第39集团军裁撤。  
1976年6月，蒙古领导人泽登巴尔领导召开蒙古人民革命党第十七次代表大会，通过了第六个五年计划（1976-1980年），加紧推广苏联的新经济体制和先进经验，宣布将经济发展的重点由农牧业转向工业，在教育，经济，文化，政策和意识形态方面和苏联加强关系，苏联也不断向蒙古提供无偿以及有偿贷款。1976年10月19日在苏联和蒙古分界委员会勘查后，两国签订了《苏维埃社会主义共和国联盟和蒙古人民共和国关于苏蒙边界西段条约自塔班包格德（奎屯山）4104.0米高地至阿斯哈欣·塔班·夏尔及其东段自大萨彦山脊2855.8米高地至塔尔巴干达呼敖包》，就此确立了蒙古人民共和国和苏联的边界，双方还签署了边界通行协议，以保证两国贸易畅通。1980年11月26日两国签订了在边界上的合作与互助条约。1986年苏联外长谢瓦尔德纳泽访问乌兰巴托并同意让蒙古有相对自由的外交政策，这使得蒙古和西方世界开始有了联系。1987年蒙古和苏联双方边界委员会又开始了边界勘定和标点项目。

### 现代

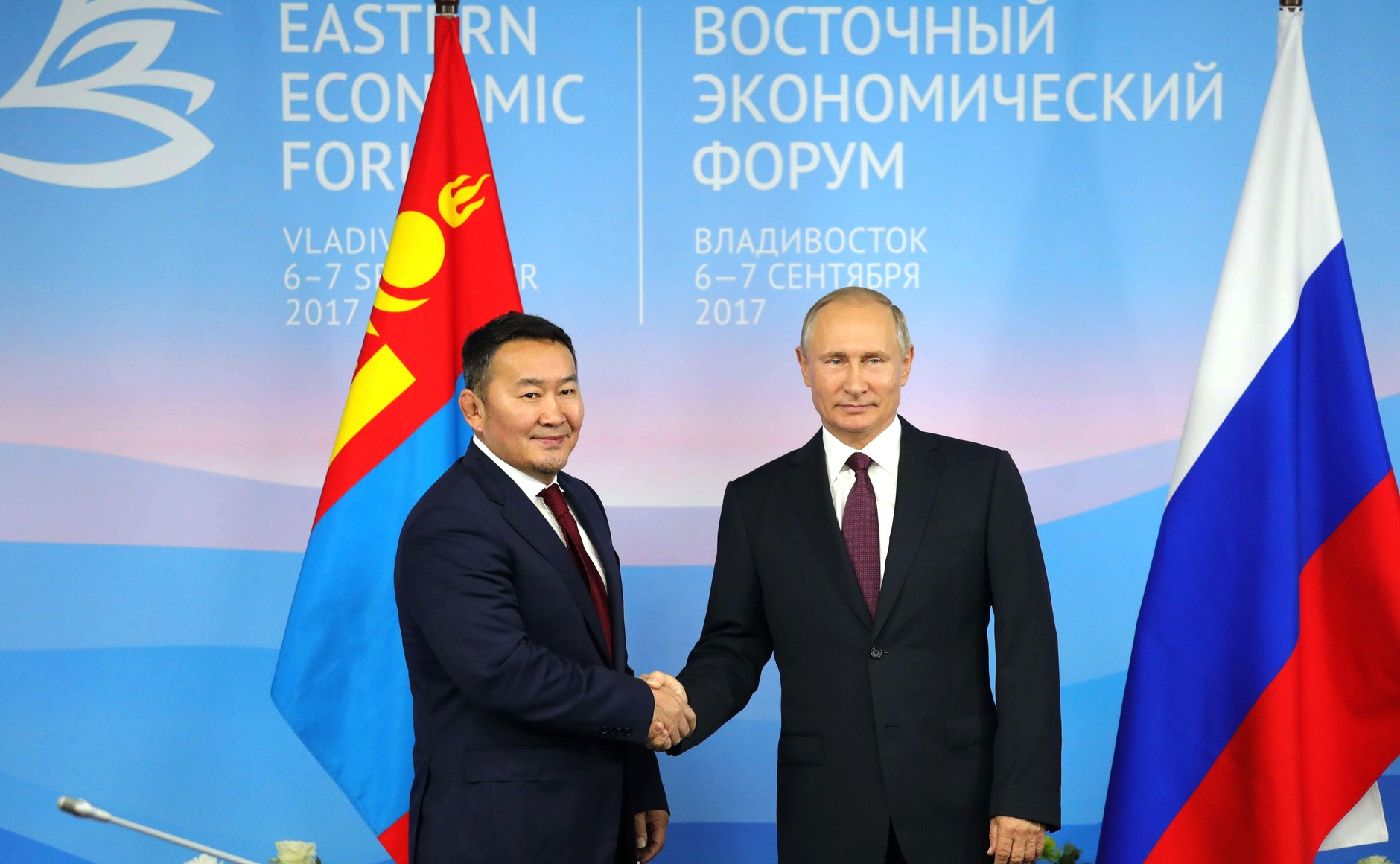
2017年蒙古总统巴特图勒嘎会见俄罗斯总统普京

1993年1月蒙古国首任总统彭萨勒玛·奥其尔巴特出访俄罗斯签订了新的《蒙俄友好关系与合作条约》。1994年1月30日根据以前三国之间签署的条约和协定。中国、俄罗斯、蒙古国政府在乌兰巴托签订三国国界交界点协定。中华人民共和国驻蒙古大使裴家义、俄罗斯驻蒙古大使拉佐夫和蒙古对外关系部第一副部长乔音霍尔分别代表本国政府签字。1994年俄罗斯副外长帕夫洛夫访问蒙古，双方签署了《蒙俄外交部合作议定书》调整了边境口岸工作方式和边境运输办法。1995年蒙俄两国政府通过免签协议，只有持外交护照和公务护照的蒙古人才能免签入境俄罗斯，持普通护照的蒙古人不能再像以前一样免签进入俄罗斯。1996年6月24日，中国、俄罗斯和蒙古国签订了关于三国国界两端交界点叙述议定书，设置奎屯山和塔尔巴干达呼敖包为三国交点。2001年9月开始俄罗斯对蒙古的进口关税大幅下调。到了2003俄罗斯重新开放了近20个边境口岸，边贸逐渐恢复，贸易额逐渐提升到了2004年的3.626亿美元。2006年12月8日在莫斯科，蒙古和俄罗斯先废止了1980年的边界条约，再根据1993年1月20日《俄罗斯联邦与蒙古之间的友好关系与合作条约》和2000年11月14日最高级别的《乌兰巴托宣言》又重新签订了新的边界条约。条约里设置了边境专员，规定了国界标记点，国界标记点距离，规定了像边界放牧，打猎和贸易等一系列规则，也规定了在一定的时间一起进行边界勘查任务。这项条约在2008年正式生效。2011年两国边境委员会在边贸问题上又签署了关于农业，畜牧业和木材合作条约。蒙古国定期与俄罗斯联合举行军事演习。